# Aplidiopsis tokaraensis
Aplidiopsis tokaraensis är en sjöpungsart som beskrevs av Takasi Tokioka 1954. Aplidiopsis tokaraensis ingår i släktet Aplidiopsis och familjen klumpsjöpungar. Inga underarter finns listade i Catalogue of Life.